# Clasificación por puntos en la Vuelta a España
La clasificación por puntos en la Vuelta a España se instauró en 1945, siendo una de las clasificaciones secundarias de la Vuelta a España. Es una clasificación que no tiene en cuenta el tiempo, sino el lugar de llegada a meta. Desde la edición de 2009 esta clasificación se distingue con el jersey verde.

## Historia
El jersey para distinguir al líder de la clasificación por puntos ha variado a lo largo del tiempo. De 1945 hasta 2008 se otorgaba el jersey azul, con excepción de las ediciones de 1987 a 1989, en las que fue el verde. Desde el año 2009 se introdujo de nuevo el jersey verde.
- 1945 - 1986: Jersey azul
- 1987 - 1989: Jersey verde
- 1990 - 2008: Jersey azul
- 2009 - Act.: Jersey verde

Una clasificación similar también está presente en las otras dos grandes vueltas, el Tour de Francia y Giro de Italia, pero, a diferencia de éstas, en la Vuelta en España los puntos otorgados son los mismos, independientemente de la etapa.

## Palmarés
| Año          | Corredores                     | Equipo                    | Puntos      | Otras clasificaciones            |
| Jersey azul  | Jersey azul                    | Jersey azul               | Jersey azul | Jersey azul                      |
| ------------ | ------------------------------ | ------------------------- | ----------- | -------------------------------- |
| 1945         | Delio Rodríguez                | Independiente             | 2347        | General                          |
| 1946-48      | no se corre esta clasificación |                           |             |                                  |
| 1949         | no se disputó la Vuelta        |                           |             |                                  |
| 1950         | no se corre esta clasificación |                           |             |                                  |
| 1951-54      | no se disputó la Vuelta        |                           |             |                                  |
| 1955         | Fiorenzo Magni                 | Italia                    | 128         | -                                |
| 1956         | Rik Van Steenbergen            | Bélgica                   | 98          | -                                |
| 1957         | Vicente Iturat                 | Pirenaico                 | 160         | -                                |
| 1958         | Salvador Botella               | España                    | 202         | -                                |
| 1959         | Rik Van Looy                   | Faema-Guerra              | 148         | -                                |
| 1960         | Arthur Decabooter              | Groene Leeuw-SAS-Sinalco  | 189         | -                                |
| 1961         | Antonio Suárez                 | Faema                     | 194         | -                                |
| 1962         | Rudi Altig                     | Saint-Raphaël             | 143,5       | General                          |
| 1963         | Bas Maliepaard                 | Saint-Raphaël             | 130         | -                                |
| 1964         | José Pérez Francés             | Ferrys                    | 167         | -                                |
| 1965         | Rik Van Looy                   | Solo-Supéria              | 243         | -                                |
| 1966         | Jos van der Vleuten            | Televizier-Batavus        | 147         | -                                |
| 1967         | Jan Janssen                    | Pelforth-Sauvage-Lejeune  | 209         | General                          |
| 1968         | Jan Janssen                    | Pelforth-Sauvage-Lejeune  | 142         | -                                |
| 1969         | Raymond Steegmans              | Goldor                    | 188         | Metas volantes                   |
| 1970         | Guido Reybrouck                | Germanvox-Wega            | 199,5       | Combinada                        |
| 1971         | Cyrille Guimard                | Fagor-Mercier             | 233         | Combinada Metas volantes         |
| 1972         | Domingo Perurena               | KAS-Kaskol                | 224         | -                                |
| 1973         | Eddy Merckx                    | Molteni                   | 215,5       | General Combinada Metas volantes |
| 1974         | Domingo Perurena               | KAS-Kaskol                | 210         | -                                |
| 1975         | Miguel María Lasa              | KAS-Kaskol                | 249,5       | -                                |
| 1976         | Dietrich Thurau                | TI-Raleigh                | 147,5       | -                                |
| 1977         | Freddy Maertens                | Flandria-Velda            | 369         | General Metas volantes           |
| 1978         | Ferdi van den Haute            | Marc Zeepcentrale-Superia | 218         | -                                |
| 1979         | Alfons De Wolf                 | Boule d'Or-Lano           | 219         | -                                |
| 1980         | Sean Kelly                     | Splendor-Admiral          | 313         | Metas volantes                   |
| 1981         | Francisco Javier Cedena        | Colchón CR                | 211         | -                                |
| 1982         | Stephan Mutter                 | Puch-Eorotex              | 127         | -                                |
| 1983         | Marino Lejarreta               | Alfa Lum-Olmo             | 188         | -                                |
| 1984         | Guido Van Calster              | Del Tongo                 | 204         | -                                |
| 1985         | Sean Kelly                     | Skil-Sem                  | 223         | -                                |
| 1986         | Sean Kelly                     | KAS-Mavic                 | 253         | Combinada                        |
| Jersey verde |                                |                           |             |                                  |
| 1987         | Alfonso Gutiérrez              | Teka                      | 149         | -                                |
| 1988         | Sean Kelly                     | KAS-Canal 10              | 248         | General Combinada                |
| 1989         | Malcolm Elliott                | Teka                      | 161         | -                                |
| Jersey azul  |                                |                           |             |                                  |
| 1990         | Uwe Raab                       | PDM-Concorde              | 173         | -                                |
| 1991         | Uwe Raab                       | PDM-Concorde              | 169         | -                                |
| 1992         | Djamolidine Abdoujaparov       | Carrera Jeans             | 157         | -                                |
| 1993         | Tony Rominger                  | CLAS-Cajastur             | 247         | General Montaña                  |
| 1994         | Laurent Jalabert               | ONCE                      | 243         | -                                |
| 1995         | Laurent Jalabert               | ONCE                      | 312         | General Montaña                  |
| 1996         | Laurent Jalabert               | ONCE                      | 237         | -                                |
| 1997         | Laurent Jalabert               | ONCE                      | 206         | -                                |
| 1998         | Fabrizio Guidi                 | Team Polti                | 206         | -                                |
| 1999         | Frank Vandenbroucke            | Cofidis                   | 129         | -                                |
| 2000         | Roberto Heras                  | Kelme-Costa Blanca        | 136         | General                          |
| 2001         | José María Jiménez             | iBanesto.com              | 130         | Montaña                          |
| 2002         | Erik Zabel                     | Team Telekom              | 188         | -                                |
| 2003         | Erik Zabel                     | Team Telekom              | 181         | -                                |
| 2004         | Erik Zabel                     | T-Mobile Team             | 152         | -                                |
| 2005         | Alessandro Petacchi            | Fassa Bortolo             | 169         | -                                |
| 2006         | Thor Hushovd                   | Crédit Agricole           | 199         | -                                |
| 2007         | Daniele Bennati                | Lampre-Fondital           | 147         | -                                |
| 2008         | Greg Van Avermaet              | Silence-Lotto             | 158         | -                                |
| Jersey verde |                                |                           |             |                                  |
| 2009         | André Greipel                  | Team Columbia-HTC         | 150         | -                                |
| 2010         | Mark Cavendish                 | Team HTC-Columbia         | 156         | -                                |
| 2011         | Bauke Mollema                  | Rabobank                  | 122         | -                                |
| 2012         | Alejandro Valverde             | Movistar Team             | 199         | Combinada                        |
| 2013         | Alejandro Valverde             | Movistar Team             | 152         | -                                |
| 2014         | John Degenkolb                 | Team Giant-Shimano        | 169         | -                                |
| 2015         | Alejandro Valverde             | Movistar Team             | 118         | -                                |
| 2016         | Fabio Felline                  | Trek-Segafredo            | 100         | -                                |
| 2017         | Chris Froome                   | Team Sky                  | 158         | General Combinada                |
| 2018         | Alejandro Valverde             | Movistar Team             | 131         | -                                |
| 2019         | Primož Roglič                  | Team Jumbo-Visma          | 155         | General                          |
| 2020         | Primož Roglič                  | Team Jumbo-Visma          | 204         | General                          |
| 2021         | Fabio Jakobsen                 | Deceuninck-Quick Step     | 250         | -                                |
| 2022         | Mads Pedersen                  | Trek-Segafredo            | 409         | -                                |
| 2023         | Kaden Groves                   | Alpecin-Deceuninck        | 315         | -                                |
| 2024         | Kaden Groves                   | Alpecin-Deceuninck        | 226         | -                                |

### Ciclistas con más victorias
| Ciclista           | Victorias | Años                   |
| ------------------ | --------- | ---------------------- |
| Sean Kelly         | 4         | 1980, 1985, 1986, 1988 |
| Laurent Jalabert   | 4         | 1994, 1995, 1996, 1997 |
| Alejandro Valverde | 4         | 2012, 2013, 2015, 2018 |
| Erik Zabel         | 3         | 2002, 2003, 2004       |
| Rik Van Looy       | 2         | 1959, 1965             |
| Jan Janssen        | 2         | 1967, 1968             |
| Domingo Perurena   | 2         | 1972, 1974             |
| Uwe Raab           | 2         | 1990, 1991             |
| Primož Roglič      | 2         | 2019, 2020             |
| Kaden Groves       | 2         | 2023, 2024             |

### Palmarés por país
| País         | Victorias | Último vencedor                 |
| ------------ | --------- | ------------------------------- |
| España       | 17        | Alejandro Valverde (2018)       |
| Bélgica      | 13        | Greg Van Avermaet (2008)        |
| Alemania     | 9         | John Degenkolb (2014)           |
| Países Bajos | 6         | Fabio Jakobsen (2021)           |
| Francia      | 5         | Laurent Jalabert (1997)         |
| Italia       | 5         | Fabio Felline (2016)            |
| Irlanda      | 4         | Sean Kelly (1988)               |
| Reino Unido  | 3         | Chris Froome (2017)             |
| Suiza        | 2         | Tony Rominger (1993)            |
| Eslovenia    | 2         | Primož Roglič (2020)            |
| Australia    | 2         | Kaden Groves (2024)             |
| Uzbekistán   | 1         | Djamolidine Abdoujaparov (1992) |
| Noruega      | 1         | Thor Hushovd (2006)             |
| Dinamarca    | 1         | Mads Pedersen (2022)            |